# Mycomya sphagnicola
Mycomya sphagnicola är en tvåvingeart som beskrevs av Shaw 1941. Mycomya sphagnicola ingår i släktet Mycomya och familjen svampmyggor. Inga underarter finns listade i Catalogue of Life.